# Klaw
Klaw, il cui vero nome è Ulysses Klaw, nato Ulysses Klaue, è un personaggio dei fumetti creato da Stan Lee (testi) e Jack Kirby (disegni), pubblicato dalla Marvel Comics. La sua prima apparizione avviene in Fantastic Four (vol. 1) n. 53 (1966).
Noto col soprannome di Terribile Signore del Suono (The Murderous Master of Sound) Klaw è un fisico trasformato in suono solido con una protesi al posto della mano destra che funge da emettitore di onde sonore ed utilizza come arma. Nel corso della sua carriera da supercriminale ha spesso affrontato i Fantastici Quattro e i Vendicatori ed è uno degli acerrimi nemici della Pantera Nera (tra cui Erik Killmonger e l'Uomo Scimmia), e anche nemico giurato di Ka-Zar.

## Biografia del personaggio

### Origini
Nato a Vlaardingen, Paesi Bassi, dal colonnello nazista Fritz Klaue ed una donna innominata, Ulysses, dopo la fine della seconda guerra mondiale, si rifugia in Belgio assieme alla sua famiglia e fa perdere le sue tracce cambiando nome in "Klaw". Il ragazzo cresce ascoltando i racconti sul Wakanda tramandati dal nonno e dal padre, entrambi tra i pochi uomini che hanno visitato la suddetta nazione isolazionista, ed una volta adulto diviene un fisico specializzato nel campo del suono e delle sue applicazioni.
Al fine di completare la creazione di un convertitore che trasformi le onde sonore in massa fisica, Klaw si introduce illegalmente in Wakanda per estrarre di nascosto del vibranio, unico metallo dotato delle proprietà necessarie a fornire energia al suo strumento e presente in grandi quantità solo nella piccola nazione africana; nello svolgimento di tale impresa viene tuttavia scoperto dal sovrano e protettore del regno, Pantera Nera (T'Chaka), che uccide a sangue freddo davanti agli occhi del giovane principe ereditario, T'Challa, il quale lo aggredisce per vendicare la morte del padre riuscendo ad amputargli la mano destra ma non a impedirgli di fuggire.
Avendo in realtà compiuto l'assassinio intenzionalmente su ordine del governo belga, Klaw viene soccorso da questi ultimi e, al posto della mano perduta, riceve l'innesto di una protesi ad alta tecnologia costituita da un fucile-emettitore sonico in grado di generare qualsiasi oggetto o creatura dal suono. Dieci anni dopo Klaw si reca per la seconda volta in Wakanda per attaccarlo ma viene sconfitto dal nuovo Pantera Nera (T'Challa) e dai Fantastici Quattro; nella speranza di ottenere dei superpoteri per poterli affrontare ad armi pari, il fisico entra dunque nel suo stesso convertitore di onde sonore trasformandosi in un essere di suono solido ed affrontando nuovamente Pantera Nera e i Fantastici Quattro a New York venendo sconfitto e imprigionato.

### Supercriminale
Fatto evadere da Cappuccio Cremisi (alias di Ultron) Klaw si unisce alla seconda incarnazione dei Signori del male e, al loro fianco, affronta i Vendicatori ma, ancora una volta, ha la peggio contro Pantera Nera. In seguito allo scioglimento del gruppo Klaw tenta di ricostituirlo per combattere i Vendicatori ma il suo piano viene neutralizzato dalle Liberatrici; nuovamente evaso, il criminale fa ritorno in Wakanda e contribuisce al furto di uno strumento in grado di incrementare il potere del vibranio di disintegrare gli altri metalli ma viene sconfitto e ricatturato da Pantera Nera con l'aiuto della Cosa e della Torcia Umana.
In seguito Klaw si allea con Solarr e intrappola i Vendicatori all'interno di una barriera solida di suono minacciando di ucciderli qualora Pantera Nera non gli avesse lasciato il trono del Wakanda, quest'ultimo tuttavia riesce a fermare i due prima che possano mettere in atto tale minaccia. Ricondotto in carcere, Klaw viene liberato da un membro della razza extra-dimensionale dei Sheenariani, desiderosi di invadere la Terra utilizzando i poteri sonici del criminale per aprire un portale dimensionale abbastanza vasto da consentire il passaggio del loro esercito; dopo una schermaglia con Ka-Zar a Londra, Klaw conduce i Sheenariani alla Terra Selvaggia trovandovi un giacimento di vibranio sufficientemente grande da alimentare la creazione del portale, tuttavia Ka-Zar respinge gli invasori e Klaw dapprima fugge nella loro dimensione e poi, non potendo ottenere alcunché di utile dagli alleati, si serve della loro tecnologia per tornare sulla Terra.
Materializzatosi al "Nesso di Tutte le Realtà", negli Everglades in Florida, Klaw entra per caso in possesso della bacchetta di Molecola, lo aiuta ad impossessarsi di un corpo e si reca assieme a lui a New York per vendicarsi dei loro nemici comuni, i Fantastici Quattro, ma viene sconfitto dall'Uomo Impossibile e si accorge che i suoi poteri stanno iniziando a diminuire, ragion per cui manipola un gruppo di ragazzi di strada affinché lo aiutino a trovare il materiale necessario per ripristinarli; grazie a Pantera Nera, il piano di Klaw gli si ritorce contro e si ritrova imprigionato all'interno della sua protesi, conservata nel laboratorio di ricerca del Progetto Pegasus.
Successivamente Klaw viene liberato dal vecchio alleato Solarr ma, poco dopo, entrambi sono neutralizzati da un gruppo di eroi composto dalla Cosa, Quasar (Wendell Vaughn), Giant-Man II e Acquario; Klaw si scontra poi con Ka-Zar, la Cosa e American Eagle.
La carriera criminale di Klaw entra in una spirale negativa dopo l'incontro con la mutante Dazzler, a seguito del quale la sua forma umanoide si dissolve e la sua energia sonica viene proiettata nello spazio, dove è prima raccolta da Galactus e poi trovata dal Dottor Destino che riesce a ricostituirlo nonostante la perdita della forma fisica provochi diverse ripercussioni sulla psiche di Klaw che si ritrova con una mente simile a quella di un bambino ed in preda alla follia iniziando, ad esempio, a esprimersi in rima. Destino sfrutta la pazzia di Klaw convincendolo a smontarlo come parte di un'assurda scommessa per rubare sia i poteri di Galactus che dell'Arcano, il quale però, dopo aver perso i poteri, si impossessa di Klaw e lo induce ad ingannare Destino convincendolo ad abbandonare la neo-acquisita divinità riportando entrambi sulla Terra, dove lo stato mentale del criminale torna lentamente alla normalità.

### Terribili Quattro e A.I.M.
Dopo aver combattuto contro Devil e Visione, Klaw si unisce a Wizard nella sua ultima incarnazione dei Terribili Quattro, gruppo assieme al quale attacca i Fantastici Quattro proprio mentre stanno compiendo una delicata procedura scientifica sulla Torcia Umana al fine di restituirgli il perduto controllo dei suoi poteri; nel corso dello scontro Klaw getta la Cosa nello strumento medico volto ad assorbire le radiazioni in eccesso dalla Torcia e, come conseguenza, Ben Grimm ritorna normale; poco dopo sia i Fantastici Quattro che i Terribili Quattro vengono fatti prigionieri da Aron l'Osservatore, che tuttavia decide di consegnare alle autorità Klaw e i suoi compagni dopo che il quartetto di eroi riesce a fuggire; il criminale non rimane però a lungo in prigione e, una volta fuggito, si unisce all'A.I.M. che, per controllarlo, gli impianta un dispositivo nella protesi che gli provoca dolore a comando. Inviato ad attaccare l'ex-criminale Volcana, nella speranza di stanare in questo modo il suo innamorato, Molecola, Klaw abbandona la missione nel momento stesso in cui la sua protesi viene distrutta dopodiché viene reclutato dal gruppo dei "Pacific Overlords", guidati dal Doctor Demonicus ma, resosi conto che questi è al servizio di un pericoloso demone, si rivolta contro i compagni aiutando i Vendicatori della Costa Ovest a sconfiggerli.
Klaw si unisce successivamente ai Signori del male di Justin Hammer scontrandosi numerose volte coi Thunderbolts venendo infine apparentemente distrutto in uno scontro con Capitan America.

### Ritorno
Riuscito misteriosamente a caricare su Internet la sua essenza sonora, Klaw viene scaricato tramite BitTorrent da Wizard per combattere nuovamente contro i Fantastici Quattro come membro dei Terribili Quattro dopodiché si unisce all'Intellighenzia contribuendo a catturare Mister Fantastic. Qualche tempo dopo Klaw viene reclutato da Wizard per catturare Carnage nella speranza di trasferirne il simbionte nel corpo di Karl Malus, che tuttavia perde il controllo e trafigge Klaw con una lama di vibranio portandolo a detonare in un'esplosione sonora che recide il legame col simbiote riportandolo al suo ospite originale e dissolve il corpo del supercriminale portando la sua coscienza a disperdersi oltre il muro del suono sebbene, tempo dopo, riesca a ricostituire la propria forma fisica

## Poteri e abilità
Klaw dispone di una notevole intelligenza, è un eccellente scienziato ed un grande esperto di fisica specializzato nel campo del suono; grazie ad un convertitore sonico alimentato a vibranio è stato inoltre trasformato in una creatura composta da suono solido perdendo l'aspetto umano ma ottenendo capacità quali forza e resistenza sovrumane e di percepire ciò che lo circonda usando una sorta di sonar. La sua mano destra è stata inoltre sostituita con una protesi di sua creazione, e in seguito migliorato dagli scienziati dell'A.I.M., che in realtà è un emettitore di onde sonore in lega di acciaio molibdeno e capace di utilizzare i suoni dell'ambiente circostante per svolgere funzioni quali la generazione di suoni ad altissimo volume o esplosioni di forza concussiva nonché la capacità di creare costrutti mobili di massa e suono, scontrandosi con Volcana per rapire Molecola Klaw ha inoltre dimostrato la capacità di creare il "suono coesivo", una forza imprigionante-distruttiva che sfrutta qualsiasi emissione sonora, tra cui i rumori causati dalla vittima nel tentativo di liberarsi, per diventare più grande e forte. Nonostante prediliga servirsi dell'emettitore, Klaw può in realtà generare e dirigere attacchi sonici attraverso oggetti fisici anche semplicemente toccando il suddetto materiale.
Nonostante sembri virtualmente indistruttibile, a causa della sua mutazione Klaw ha anche numerosi punti deboli: non è in grado di rimanere integro all'esterno di un mezzo che consenta la propagazione delle onde sonore (ad esempio nel vuoto) senza i miglioramenti apportati al convertitore sonico dall'A.I.M., è immensamente sensibile al vibranio, che può far collassare la sua forma di massa ed energia, e qualora debba ricomporre la sua forma fisica può andare incontro a periodi di temporanea instabilità mentale.

## Altre versioni

### Rinascita degli Eroi
Nell'universo alternativo de La Rinascita degli Eroi, creato da Franklin Richards, Klaw è un membro dei Signori del male di Loki.

### Vendicatori/JLA
Nel crossover Vendicatori/JLA, Klaw è uno dei supercriminali guardiani della fortezza di Krona.

## Altri media

### Marvel Cinematic Universe
Klaue appare all'interno del Marvel Cinematic Universe, interpretato da Andy Serkis.
- Ulysses Klaue appare per la prima volta come antagonista minore nel film Avengers: Age of Ultron (2015). Nella suddetta versione è un trafficante d'armi che, in passato, ha avuto vari scontri con le autorità del Wakanda inoltre, anziché il destro, gli viene amputato il braccio sinistro da Ultron dopo un suo scatto d'ira per averlo paragonato a Tony Stark (odiato dal robot).
- Klaue compare nuovamente come antagonista secondario nel film Black Panther (2018). Qui Klaue si allea con Erik Killmonger per cospirare contro il Wakanda e usurpare il trono, per poi venire ucciso a tradimento dallo stesso Killmonger.
- Klaue compare anche nella serie animata del Marvel Cinematic Universe What If...? (2021).

### Televisione
- Il personaggio appare nella serie animata del 1967 de I Fantastici Quattro
- Klaw ha un breve cameo in un episodio de L'Uomo Ragno e i suoi fantastici amici
- Nella serie animata degli anni novanta de I Fantastici Quattro Klaw è l'antagonista di un episodio.
- Klaw compare ne I Fantastici 4 - I più grandi eroi del mondo.
- In un episodio di Super Hero Squad Show Klaw è un servitore del Dottor Destino.
- Il personaggio è uno degli antagonisti principali della serie animata realizzata a mo' di motion-comic Black Panther.
- Klaw è un avversario ricorrente di Avengers - I più potenti eroi della Terra.
- Nella serie animata Ultimate Spider-Man compaiono sia Klaw che i Terribili Quattro.
- Nella terza e nella quinta stagione di Avengers Assemble compare Klaw.
- Klaw compare nell'anime Future Avengers.

### Videogiochi
- Klaw è un avversario del videogioco Captain America and The Avengers.
- Il personaggio compare in Marvel: La Grande Alleanza.
- In Marvel: Avengers Alliance Tactics Klaw è un personaggio sbloccabile.
- Il personaggio compare in LEGO Marvel Super Heroes 2.
- Klaw compare anche in LEGO Marvel's Avengers.
- Klaw è l’antagonista principale del DLC gratuito “War for Wakanda” in Marvel’s Avengers.